# Panharmonie
Panharmonie je slovo podobné termínu pansofie. Je to složenina slov pan („vše“) a harmonie („klid, mír“). Jedná se o termín užívaný např. Komenským, který měl označovat všeobecný mír a harmonii. Šlo o myšlenky obnovení tzv. božího pořádku, který byl prý lidmi narušen. Tento stav měl být nastolen různými metodami. Kupříkladu Jan Amos Komenský považoval za cestu k panharmonii vzdělání. Psal o tom také ve svém díle Rozprava o nápravě věcí lidských. Tento stav se však zdá být utopický a neuskutečnitelný. Podobné myšlenky obsahují také východní náboženství příbuzná buddhismu.